# Subaru Baja
Le Subaru Baja est un pick-up de loisirs fabriqué par le constructeur automobile japonais Subaru, de 2003 à 2006. 

## Caractéristiques techniques

### Motorisation
Le Subaru Baja recevait deux moteurs boxer ; un 2,5 litres de 165 ch et un autre 2,5 litres de 210 ch, équipé d'un turbo. 

### Assemblage
Le Baja est assemblé à Lafayette, aux États-Unis dans l'usine commune Subaru-Isuzu.